# Kevin Valentine
Kevin Valentine (21 de mayo de 1956) es un baterista estadounidense popular por su trabajo con la banda Donnie Iris and the Cruisers.
Valentine también ha grabado discos con las bandas Breathless, The Innocent, Godz, Rosie, Shadow King, The Lou Gramm Band y Neverland, y con el cantante Graham Bonnet. Ofició como músico de sesión en la grabación de los álbumes Hot in The Shade, Psycho Circus y Revenge de Kiss. En Psycho Circus tocó la batería en todas las canciones, excepto en "Into the Void", grabada por Peter Criss. En Revenge tocó en la canción "Take It Off". También ha sido un músico regular en las más recientes giras de Cinderella.

## Discografía

### Breathless
- (1979) Breathless
- (1980) Nobody Leaves This Song Alive
- (1993) The Best Of Breathless · Picture This

### Rosie
- (1988) Live

### Donnie Iris And The Cruisers
- (1980) Back on the Streets
- (1981) King Cool
- (1982) The High and the Mighty
- (1983) Fortune 410
- (1985) No Muss...No Fuss
- (1992) Out of the Blue
- (1997) Poletown
- (2001) 20th Century Masters: The Best of Donnie Iris
- (2004) 25 Years
- (2006) Ellwood City

### Kiss
- (1989) Hot In The Shade (Love Me To Hate You)
- (1992) Revenge (Take It Off)
- (1998) Psycho Circus (Todas excepto Into The Void)

### The Innocent
- (1985) Livin' In The Street

### Godz
- (1987) Mongolians

### Shadow King
- (1991) Shadow King

### The Lou Gramm Band
- (1991) Highlander II · The Quickening

### Neverland
- (1996) Surreal World

### Graham Bonnet
- (1997) Underground
- (1999) The Day I Went Mad